# RV & AV Excelsior in het seizoen 1959/60
Het seizoen 1959/1960 was het zesde jaar in het bestaan van de Rotterdamse betaaldvoetbalclub Excelsior. De club kwam uit in de Eerste divisie A en eindigde daarin op de 11e plaats.

## Wedstrijdstatistieken

### Eerste divisie A
|       | BVV   | Fortuna | 't Gooi | GVAV  | Helmond | HVC   | KFC   | NOAD  | Rigtersbleek | Stormvogels | SVV   | Veendam | Vitesse | De Volewijckers | Wageningen |
| ----- | ----- | ------- | ------- | ----- | ------- | ----- | ----- | ----- | ------------ | ----------- | ----- | ------- | ------- | --------------- | ---------- |
| Thuis | 0 – 4 | 1 – 1   | 3 – 4   | 1 – 1 | 1 – 1   | 2 – 0 | 6 – 1 | 1 – 1 | 2 – 1        | 3 – 0       | 1 – 1 | 2 – 0   | 1 – 2   | 3 – 1           | 2 – 2      |
| Uit   | 4 – 0 | 1 – 0   | 3 – 3   | 2 – 0 | 1 – 0   | 0 – 0 | 2 – 0 | 3 – 1 | 1 – 2        | 4 – 2       | 1 – 1 | 2 – 0   | 4 – 2   | 0 – 0           | 2 – 0      |

## Statistieken Excelsior 1959/1960

### Eindstand Excelsior in de Nederlandse Eerste divisie A 1959 / 1960
| Stand | Gespeeld | Gewonnen | Gelijk | Verloren | Punten | Doelpunten voor | Doelpunten tegen |
| ----- | -------- | -------- | ------ | -------- | ------ | --------------- | ---------------- |
| 11e   | 30       | 7        | 10     | 13       | 24     | 40              | 50               |

### Topscorers
| Competitie \| # \| Naam \| \| \| ------ \| ----------------- \| -- \| \| 1. \| Joop Heesbeen \| 11 \| \| 2. \| Piet Slui \| 5 \| \| 3. \| Gerard Weber \| 4 \| \| 4. \| Thijs Libregts \| 3 \| \| 5. \| Gerrie den Hartog \| 2 \| \| 5. \| Louis Corpeleijn \| 2 \| \| 5. \| Ben Damen \| 2 \| \| 8. \| Arie Delwel \| 1 \| \| Totaal \| Totaal \| 40 \| |                   |      |
| # | Naam              | Goal |
| 1. | Joop Heesbeen     | 11   |
| 2. | Piet Slui         | 5    |
| 3. | Gerard Weber      | 4    |
| 4. | Thijs Libregts    | 3    |
| 5. | Gerrie den Hartog | 2    |
| 5. | Louis Corpeleijn  | 2    |
| 5. | Ben Damen         | 2    |
| 8. | Arie Delwel       | 1    |
| Totaal | Totaal            | 40   |